# Храпатий Анатолій Михайлович
Анатолій Михайлович Храпатий (нар. 20 жовтня, 1965, Акмолинська область, Казахська РСР — 11 серпня, 2008, Аршали Акмолинська область, Казахстан) — радянський та казаський важкоатлет, олімпійський чемпіон 1988 року, срібний призер Олімпійських ігор 1996 року, п'ятиразовий чемпіон світу, п'ятиразовий чемпіон Європи, володар п'яти світових рекордів.

## Біографія
Анатолій Храпатий народився 20 жовтня 1965 року в селі Володимиромихайлівка, Акмолинської області. Сім'я спортсмена мала українське та російське коріння. Коли Анатолію було чотири роки його маму спаралізувало, а батько пішов із сім'ї. Невдовзі вони переїхали в місто Атбасар. До чотирнадцяти років встиг позайматися боротьбою, йоку згодом кинув.
Важкою атлетикою почав займатися під керівництвом Олександра Сидорова. Протягом першого року в секції, тренер робив акцент на загальнофізичній підготовці, опісля вони приступили до силових вправ зі штангою.
У 1984 році спортсмен одружився. Зі своєю дружиною Галиною він познайомився в шістнадцять років, коли вона навчалася в медичному училищі, а він у технікумі механізації та сільського господарства.
Починаючи з 1984 року Храпатий почав показувати високі результати на змаганнях. Виступаючи у ваговій категорії до 82.5 кг він двічі поспіль став бронзовим призером чемпіонату Європи. На чемпіонаті світу 1995 він виступив у новій ваговій категорії — до 90 кг, та вперше в кар'єрі став чемпіоном. Протягом наступних п'яти років Храпатий був лідером цієї вагової категорії: він п'яті разів поспіль перемагав на чемпіонатах світу та Європи. Також в цей період спортсмен здобув найважливішу перемогу в своїй кар'єрі, ставши у 1988 році олімпійським чемпіоном.
У 1991 отримав серйозну травму, від якої у нього почалася дистрофія правої ноги, яка зменшилася на 5 см. Після важких тренувань та реабілітації повернувся до змагань. Виступаючи за збірну Казахстану, Храпатий зумів двічі виграти бронзові медалі на чемпіонаті світу, а також виграти срібну медаль Олімпійських ігор в Атланті. Спортсмен продовжував виступи у ваговій категорії до 105 кг, але вагомих успіхів йому досягнути не вдалося. Після невдалих Олімпійських ігор у Сіднеї, де йому не вдалося підняти вагу в ривку, вирішив завершити спортивну кар'єру.
Невдовзі очолив національну збірну Казахстану з важкої атлетики, яка тоді перебувала у кризовій ситуації.
Помер 11 серпня 2008 року в автокатастрофі на трасі Астана — Алмати, зіткнувшись з автомобілем Toyota, який вилетів на зустрічну смугу.

## Результати
| Рік              | Місце                    | Вага             | Ривок            | Ривок            | Ривок            | Ривок            | Поштовх          | Поштовх          | Поштовх          | Поштовх          | Загалом          | Місце            |
| Рік              | Місце                    | Вага             | 1                | 2                | 3                | Місце            | 1                | 2                | 3                | Місце            | Загалом          | Місце            |
| Олімпійські ігри | Олімпійські ігри         | Олімпійські ігри | Олімпійські ігри | Олімпійські ігри | Олімпійські ігри | Олімпійські ігри | Олімпійські ігри | Олімпійські ігри | Олімпійські ігри | Олімпійські ігри | Олімпійські ігри | Олімпійські ігри |
| ---------------- | ------------------------ | ---------------- | ---------------- | ---------------- | ---------------- | ---------------- | ---------------- | ---------------- | ---------------- | ---------------- | ---------------- | ---------------- |
| 1988             | Сеул, Південна Корея     | до 90 кг         | 180.0            | 185.0            | 187.5            | 1                | 225.0            | 237.5            | 237.5            | 1                | 412.5            | 1                |
| 1996             | Атланта, США             | до 99 кг         | 177.5            | 182.5            | 187.5            | 2                | 217.5            | 222.5            | 227.5            | 2                | 410.0            | 2                |
| 2000             | Сідней, Австралія        | до 105 кг        | 177.5            | 177.5            | 177.5            | —                | —                | —                | —                | —                | —                | —                |
| Чемпіонат світу  |                          |                  |                  |                  |                  |                  |                  |                  |                  |                  |                  |                  |
| 1985             | Седертельє, Швеція       | до 90 кг         | 177.5            |                  |                  | 1                | 217.5            |                  |                  | 1                | 395.0            | 1                |
| 1986             | Софія, Болгарія          | до 90 кг         | 185.0            |                  |                  | 1                | 227.5            |                  |                  | 1                | 412.5            | 1                |
| 1987             | Острава, Чехословаччина  | до 90 кг         | 185.0            |                  |                  | 2                | 232.5            |                  |                  | 1                | 417.5            | 1                |
| 1989             | Афіни, Греція            | до 90 кг         | 177.5            | 182.5            | 185.0            | 2                | 225.0            | 230.0            | 230.0            | 1                | 415.0            | 1                |
| 1990             | Будапешт, Угорщина       | до 90 кг         | 172.5            | 177.5            | 180.0            | 1                | 212.5            | 217.5            | 225.0            | 1                | 397.5            | 1                |
| 1993             | Мельбурн, Австралія      | до 91 кг         | 175.0            | 180.0            | 180.0            | 2                | 215.0            | 220.0            | 222.5            | 3                | 395.0            | 3                |
| 1995             | Гуанчжоу, Китай          | до 99 кг         | 175.0            | 182.5            | 185.0            | 2                | 215.0            | —                | —                | 5                | 400.0            | 3                |
| 1999             | Афіни, Греція            | до 105 кг        | 175.0            | 180.0            | 185.0            | 11               | 210.0            | 220.0            | 220.0            | 9                | 400.0            | 10               |
| Чемпіонат Європи |                          |                  |                  |                  |                  |                  |                  |                  |                  |                  |                  |                  |
| 1984             | Віторія, Іспанія         | до 82.5 кг       | 175.0            |                  |                  | 1                | 215.0            |                  |                  | 3                | 395.0            | 3                |
| 1985             | Катовиці, Польща         | до 82.5 кг       | 170.0            |                  |                  | 2                | 210.0            |                  |                  | 3                | 380.0            | 3                |
| 1986             | Хемніц, НДР              | до 90 кг         | 180.0            |                  |                  | 1                | 230.0            |                  |                  | 1                | 410.0            | 1                |
| 1987             | Реймс, Франція           | до 90 кг         | 185.0            |                  |                  | 1                | 230.0            |                  |                  | 1                | 415.0            | 1                |
| 1988             | Кардіфф, Велика Британія | до 90 кг         | 185.0            |                  |                  | 2                | 235.0            |                  |                  | 1                | 420.0            | 1                |
| 1989             | Афіни, Греція            | до 90 кг         | 185.0            |                  |                  | 2                | 230.0            |                  |                  | 1                | 415.0            | 1                |
| 1990             | Ольборг, Данія           | до 90 кг         | 182.5            |                  |                  | 2                | 220.0            |                  |                  | 1                | 402.5            | 1                |

## Список світових рекордів
| Дисципліна | Результат (кг) | Місто      | Дата            |            |            |
| до 82.5 кг | до 82.5 кг     | до 82.5 кг | до 82.5 кг      | до 82.5 кг | до 82.5 кг |
| ---------- | -------------- | ---------- | --------------- | ---------- | ---------- |
| Ривок      | 181            | Варна      | 14 вересня 1984 |            |            |
| Сума       | 402.5          | Варна      | 14 вересня 1984 |            |            |
| до 90 кг   |                |            |                 |            |            |
| Поштовх    | 233.5          | Острава    | 11 вересня 1987 |            |            |
| Поштовх    | 235            | Кардіфф    | 29 квітня 1988  |            |            |
| до 99 кг   |                |            |                 |            |            |
| Поштовх    | 228            | Ятійо      | 8 квітня 1996   |            |            |